# JET CD
『JET CD』（ジェット・シーディー）は、PUFFYの2枚目のスタジオ・アルバム。累計売上は153万枚。日本以外のアジア諸国でも20万枚を超える大ヒットになった。日本・香港・台湾同時発売。同週火曜日発売のglobeの『Love again』に阻まれてオリコン週間チャート初登場首位は逃したが、2週目に首位を獲得、アルバムではPUFFY初のミリオンセラーになった。タイアップが数多くつき、13曲中10曲が使用された。 

## 概要
- プロデューサーの奥田民生が、手持ちの楽曲では足りなくなったために自身の人脈を活用し、他のアーティストに提供を依頼した。『月刊カドカワ』にて、桜井和寿、草野マサムネ、トータス松本、奥居香に対して楽曲提供依頼を行った（草野、トータスが承諾、奥居はアルバム製作中の依頼だったので春の朝を提供した）。
- それぞれのソロ曲は、焼肉屋で奥田と打ち合わせを行い、亜美は「ズージャ（ジャズ）で」由美は「野ばら（『FAILBOX』収録）で」とリクエストした[4]。
- 再生専用MD盤も同時に発売され、こちらは『JET MD』という違う盤名が付けられている。オリコンチャートなどではこれらは合算されているため、『JET CD (MD)』という表記が見られる（アジア圏ではコンパクトカセット版も発売され、そちらは『JET CASSETTE』とされた。後にビデオクリップ集『JET VIDEO』、『JET DVD』も発売された）。2022年にはアルバムが『JET LP』としてアナログ化された。

## 収録曲
1. ジェット警察 [3:45]
作詞・作曲：奥田民生
  - ヤマハ発動機「Vino」CMソング
2. これが私の生きる道 [3:23]
作詞・作曲：奥田民生
  - 資生堂「ティセラ JUICY2」CMソング
3. CAKE IS LOVE [5:10]
作詞・作曲：井上陽水
  - 「アジアの純真」および「渚にまつわるエトセトラ」は作詞のみであり、曲詞の提供は初めてである。
4. 愛のしるし [2:48]
作詞・作曲：草野正宗
  - 資生堂「TISS」CMソング。
5. 春の朝 [4:20]
作詞・作曲：奥居香
  - ツーカーホン関西CMソング
  - 奥居が曲のみを持って打ち合わせに行ったところ、奥田に「曲だけではスキーウェアの上着しか買えないよ、ズボンも欲しかろうに」と言われ、当時スキーにハマっていた奥居はなんとか作詞も行った[5]。
6. レモンキッド [4:05]
作詞：大貫亜美 　作曲：奥田民生
7. 小美人 [5:48]
作詞：奥田民生　作曲：Dr.StrangeLove
  - 映画「モスラ」に登場する小美人をモチーフにしたインスト風の楽曲で、歌詞は掲載されていない。
8. ネホリーナハホリーナ [4:26]
作詞・作曲：トータス松本
  - テレビ朝日系「パパパパパフィー」テーマソング
9. 哲学 [1:45]
作詞：吉村由美　作曲：奥田民生
10. DE RIO [4:38]
作詞：井波正人・本谷勝正　作曲：井波正人・稲垣晴年・本谷勝正
  - ピザハット 「クリスピーエッジ」CMソング
  - 札幌のバンド、TENSIONのメンバーによる提供曲。次作『FEVER*FEVER』の「Stray Cats Fever」「なんなりとなるでしょう」も提供している。奥田がTENSIONのアルバムに参加するなどして親交がある。
11. サーキットの娘 [3:18]
作詞・作曲：奥田民生
  - ヤマハ発動機「Vino」CMソング
12. 渚にまつわるエトセトラ [4:00]
作詞：井上陽水　作曲：奥田民生
  - キリンビバレッジ「天然育ち」CMソング
13. MOTHER [3:46]
作詞・作曲：奥田民生
  - CX系ドラマ「イヴ」主題歌

香港・台湾盤には「これが私の生きる道」の中国語版「這是我的生存之道」がボーナス・トラックとして収録されている。

## 演奏
- 大貫亜美：Vocal, Chorus
- 吉村由美：Vocal, Chorus, Gut Guitars, Acoustic Piano
- 奥田民生：Produce, Chorus, Electric Guitars, Acoustic Guitars, Jupiter-8, VP-330, Timpani, Windchime, Guiro, 和太鼓, Cuica
- 古田たかし：Drums, Tambourine, Maracas, Percussions
- 根岸孝旨：Bass Guitars, Chorus, Mini-Moog
- 長田進：Electric Guitars, Acoustic Guitars
- 斎藤有太：Hammond B-3 Organ, Jupiter-8, Wurlitzer Electric Piano, Memory-Moog, Vox Jaguar, Fender Rhodes, Solina, Acoustic Piano
- 河合誠一マイケル：Conga, Guiro
- トータス松本：Chorus